# 문명 레볼루션
문명 레볼루션(Sid Meier's Civilization Revolution, 약칭 Civ Rev)은 문명시리즈의 하나이다. 2008년 여름에 출시되었다. 시드마이어와 함께하는 Firaxis에서 닌텐도 DS, 플레이스테이션 3 및 엑스박스 360 버전으로 각각 발표했다. Wii 버전은 처음에는 기획된 바 있으나, 무기한 보류되었다. 포터블 버전의 미출시는 개발인력의 부족 때문이라고 한다.
디자이너 시드마이어는 이번 버전에 대해서 매우 열정적이었으며, 트레일러에서나 언론에서 "이 게임이야말로 내가 진정 만들고 싶었던 게임이다."라고 말했다고 한다.
데모 버전은 Xbox Live Marketplace와 북미 PlayStation Store에서 6월 5일, 2008에 공개되었다. 데모버전은 플레이어가 1250 AD까지만 클레오파트라 7세나 율리우스 카이사르로 즐길 수 있고 멀티플레이도 가능하다.

## 특징
- 화려한 그래픽: 이전 PC 기반의 작품들과는 달리 플랫폼을 콘솔형으로 전환함에 따라 화려한 그래픽과 빠른 프로세싱 능력을 한껏 이용해 그래픽의 화려함을 부담없이 즐길 수 있게 되었다.
- 빠른 전개: PC 기반의 전작에서는 게임시간 7~15시간 정도이 평균이었던 반면에 3~6 시간 정도로 플레이 시간이 단축되리 만큼 빠른 전개가 가능하도록 바뀌었다.
- 조작의 단순화: PC기반의 전작에 비해 조작이 간편해졌다. 일례로, 일군의 개별 명령이 없어졌고, 도로는 돈만 있으면 순간적으로 바로 만들 수 있다.
- 기타
  - 원자폭탄이 게임상에서 단 일회만 사용가능하며 사용한 문명은 문화도가 하락할 수 있다.
  - 같은 유닛 3개를 하나의 군대(Army) 단위로 묶어 3배의 힘을 사용할 수 있도록 했다.(제어 편리 도모)
  - 멀티플레이어모드에서는 금주의 게임이라는 선택이 있는데, 이는 매주 맵이 정해져서 이를 기반으로 게임을 진행하는 것을 말한다.
  - 하나의 콘솔을 이용해서 다수의 플레이어가 플레이할 수 없다.(콘솔당 한명의 유저)
  - 서로 다른 타입의 콘솔 간에는 멀티플레이가 제공되지 않는다.

## 평가
| 통합 점수     | 통합 점수                              |
| 통합사        | 점수                                   |
| ------------- | -------------------------------------- |
| 메타크리틱    | (PS3) 85/100 (X360) 84/100 (DS) 81/100 |
| 평론 점수     |                                        |
| 평론사        | 점수                                   |
| 패미츠        | (DS) 28/40                             |
| 게임 인포머   | 9/10                                   |
| 게임 레볼루션 | B-                                     |
| 게임스팟      | 9.0/10                                 |
| IGN           | 8.8/10                                 |
| OXM (US)      | 9.0/10                                 |
| PSM           | 4/5                                    |

| 수상   | 수상                        |
| 평론사 | 수상                        |
| ------ | --------------------------- |
| IGN    | Best Xbox 360 Strategy Game |